# Ниутоуа
Ниутоуа — деревня на острове Тонгатапу, Тонга. Расположена недалеко от камня Хаамонга-а-Мауи в северо-восточной части острова. В этой деревне располагалась первая столица Тонганской империи, там находилась резиденция Туи-Тонга, в те времена поселение носило название Гекета.

## Достопримечательности
Камень Хаамонга-а-Мауи считается входом в резиденцию тонганского правителя, однако существует мнение, что строение также могло служить астрономическим целям.
Также камень Мака Фаакинанга (Tokotoko ko ta’ofi tangata) считается задней частью трона правителя, а за ним находится Утулонгоа или же «Шумный утёс».